# Chordodes congolensis
Chordodes congolensis är en tagelmaskart som beskrevs av Sciacchitano 1933. Chordodes congolensis ingår i släktet Chordodes och familjen Chordodidae. Inga underarter finns listade i Catalogue of Life.